# Opalia coronata
Opalia coronata is een slakkensoort uit de familie van de Epitoniidae. De wetenschappelijke naam van de soort is voor het eerst geldig gepubliceerd in 1840 door Philippi & Scacchi.